# Reinkaos
Reinkaos – trzeci i ostatni album studyjny szwedzkiej grupy muzycznej Dissection. Wydawnictwo ukazało się 30 kwietnia 2006 roku nakładem wytwórni muzycznej Black Horizon Music.

## Lista utworów
Opracowano na podstawie materiału źródłowego.
1. "Nexion 218" (Nemidial, Nödtveidt) - 1:32
2. "Beyond the Horizon" (Nemidial, Nödtveidt) - 5:20
3. "Starless Aeon" (Nemidial, Nödtveidt) - 3:59
4. "Black Dragon" (Nemidial, Nödtveidt) - 4:48
5. "Dark Mother Divine" (Nemidial, Nödtveidt) - 5:44
6. "Xeper-I-Set" (Nemidial, Nödtveidt) - 3:09
7. "Chaosophia" (Nemidial, Nödtveidt) - 0:41
8. "God of Forbidden Light" (Nemidial, Nödtveidt) - 3:42
9. "Reinkaos" (Instrumental) (Nemidial, Nödtveidt) - 4:43
10. "Internal Fire" (Nemidial, Nödtveidt) - 3:20
11. "Maha Kali" (Nemidial, Nödtveidt) - 6:04

## Twórcy
Opracowano na podstawie materiału źródłowego.

- Jon Nödtveidt - wokal prowadzący, gitara rytmiczna, gitara prowadząca
- Sethlans Teitan - gitara rytmiczna, gitara prowadząca, wokal wspierający
- Tomas Asklund - perkusja, inżynieria dźwięku, miksowanie
- Brice Leclercq - gitara basowa
- Nyx 218 - wokal wspierający
- Erik Danielsson - wokal wspierający, dizajn
- Whiplasher - wokal wspierający
- Nightmare Industries - produkcja muzyczna
- Jonas "Skinny Disco" Kangur - produkcja muzyczna
- Frater Nemidial - słowa
- Timo Ketola - ilustracje
- Wiebke Rost - zdjęcia
- Mikael Hylin - zdjęcia
- Shelley Jambresic - zdjęcia

## Wydania
| Rok  | Nr katalogowy | Format                   | Wydawca                                                        | Region            | Źródło |
| ---- | ------------- | ------------------------ | -------------------------------------------------------------- | ----------------- | ------ |
| 2006 | BHM001        | CD, Album, Enh, Ltd      | Black Horizon Music                                            | Szwecja           | [ 1 ]  |
| 2006 | TE067         | CD, Album                | The End Records                                                | Stany Zjednoczone | [ 1 ]  |
| 2006 | BHM001        | CD, Album, Enh           | Black Horizon Music                                            | Szwecja           | [ 1 ]  |
| 2006 | BHM001        | CD, Album, Enh, Ltd, Sli | Black Horizon Music                                            | Szwecja           | [ 1 ]  |
| 2006 | TE067         | CD, Album, Promo         | The End Records                                                | Stany Zjednoczone | [ 1 ]  |
| 2006 | TE067         | CD, Album, Slipcase      | The End Records                                                | Stany Zjednoczone | [ 1 ]  |
| 2006 | BHM001, TE067 | LP, Album                | Black Horizon Music, Norma Evangelium Diaboli, The End Records | Europa            | [ 1 ]  |